# Charlie Mariano

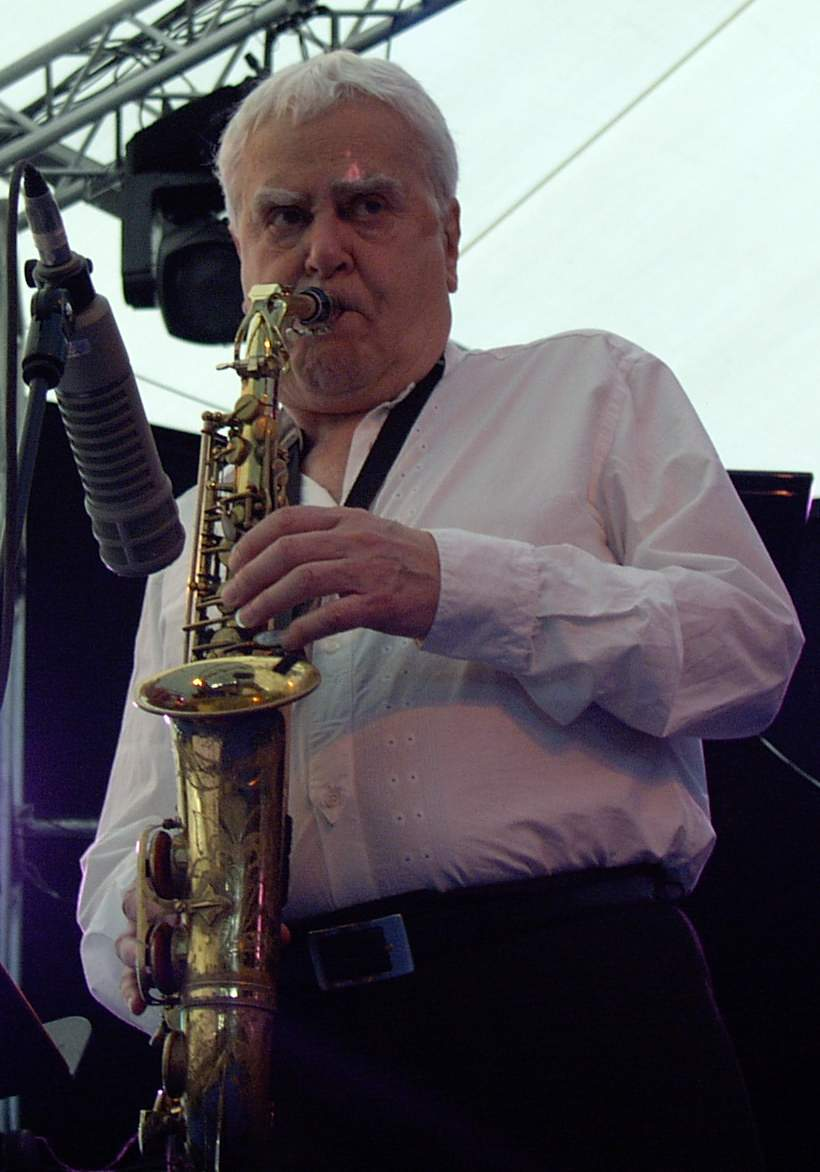
Charlie Mariano, 2003
Jazz an der Donau, Straubing

Charlie Mariano, gebürtig Carmine Ugo Mariano, (* 12. November 1923 in Boston, Massachusetts; † 16. Juni 2009 in Köln) war ein US-amerikanischer Jazzmusiker (Alt- und Sopransaxophon, Flöte, Nagaswaram) und Komponist. Charles Mingus bezeichnete Marianos lyrischen Ton auf dem Altsaxofon als „Tears of Sound“, Leid- und Freudentränen als Klang. Mariano war einer der ersten Jazzmusiker, die Weltmusik spielten.

## Leben und Werk

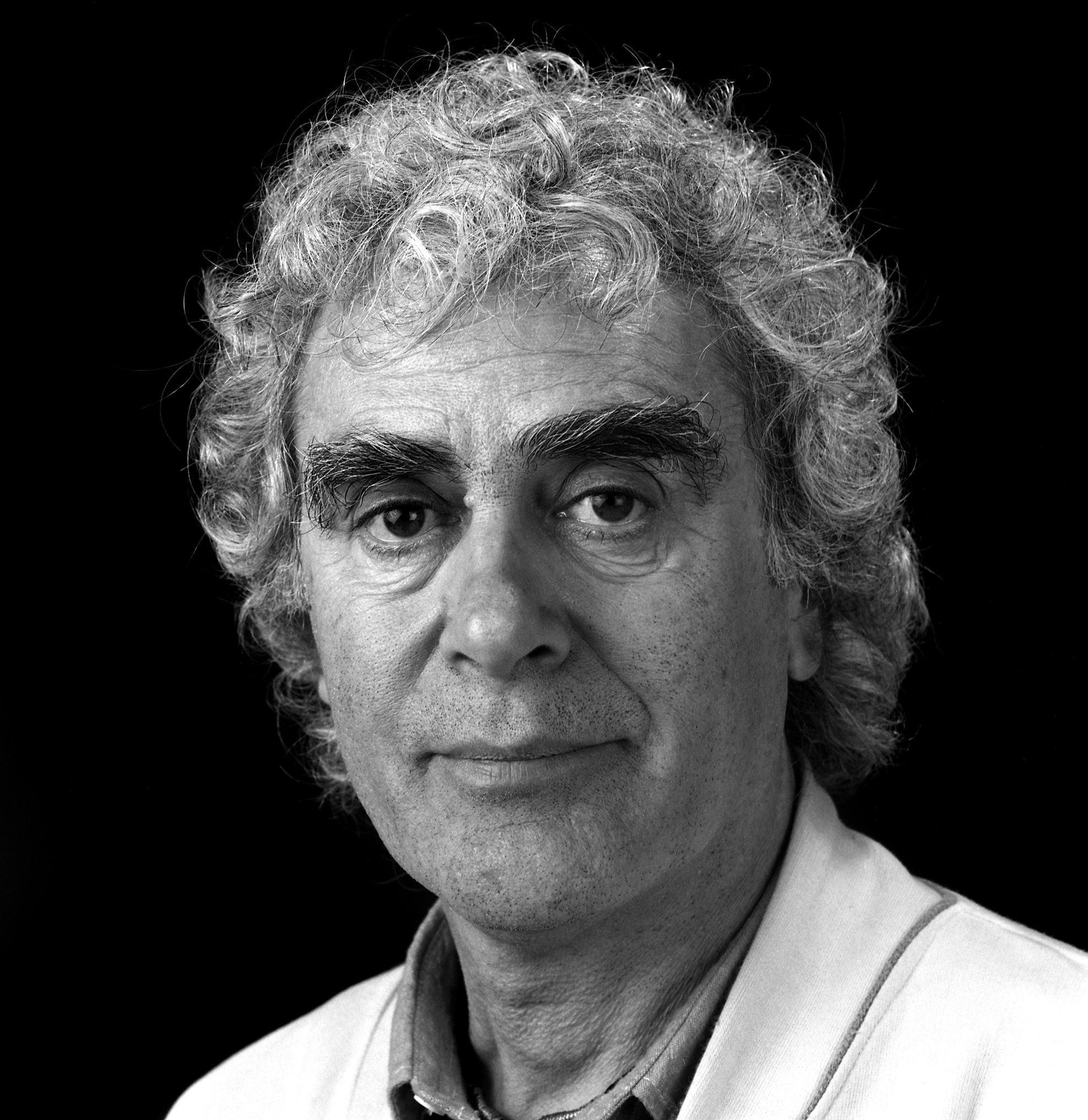
Charlie Mariano, 1980er Jahre

Mariano wurde als drittes und jüngstes Kind italienischer Einwanderer aus den Abruzzen geboren, seinem Vater, dem Koch Giovanni Mariano, und seiner Mutter, Maria Di Gironimo Mariano. Er wurde mit Opernmusik groß, erhielt als Kind Klavierunterricht und wechselte erst mit 17 Jahren zum Saxophon. Sein großes Vorbild war in dieser Zeit der Saxofonist Lester Young. Später war Mariano dann von Spielweise und Sound von Johnny Hodges beeindruckt; Mariano nannte ihn „sein erstes wichtiges Vorbild“. Mariano spielte später dann, unter dem Einfluss von John Coltrane auch das Sopransaxophon und war einer der wenigen Saxophonisten mit einer eigenständigen und wiedererkennbaren Spielcharakteristik auf diesem Instrument, das nicht sein Hauptinstrument war.
Mariano begann bereits 1942, in professionellen Showbands aufzutreten. Von 1943 bis 1945 wurde er in die US Army eingezogen, jedoch nicht zum Fronteinsatz, sondern lediglich in Militärbands. Er studierte ab 1945 drei Jahre Musik am Berklee College of Music (damals noch Schillinger House) in Boston, wo er ab 1958 auch unterrichtete. 1948 arbeitete er mit Shorty Sherock zusammen, dann mit Larry Clinton, Nat Pierce, mit dem er ab 1948 Aufnahmen machte, sowie in der Band von Chubby Jackson und Bill Harris. 1950 erschien seine erste Aufnahme unter eigenem Namen (Charlie Mariano and his Jazz group, mit Herb Pomeroy, Jaki Byard).
Bereits 1952 bezeichnete ihn der Jazzjournalist Nat Hentoff als „größten Musiker Bostons“. 1953 war er in der Band von Chubby Jackson und Bill Harris. Von 1953 bis 1955 spielte er bei Stan Kenton. An der Westküste spielte er von 1956 bis 1958 mit Shelly Manne und war einer der führenden Mitglieder seiner Formation Shelly Manne & His Men, für die er die Suite „The Gambit“ (1957) schrieb. 1958/59 ging er wieder nach Boston und arbeitete mit Herb Pomeroy zusammen. 1959 war er auch wieder ein halbes Jahr bei Stan Kenton. Im November 1959 heiratete er die japanische Jazzpianistin Toshiko Akiyoshi (die Ehe wurde 1967 geschieden), mit der er 1960 ein eigenes Quartett bildete. 1961 und 1963 tourten sie in Japan, wo sie auch 1963/4 lebten. 1964 war ihr Quartett auf Europatournee. Mariano trat aber auch mit vielen weiteren Jazzgrößen wie Charlie Parker, Dizzy Gillespie und McCoy Tyner auf. Insbesondere seine Solos auf der Plattenaufnahme der suitenartigen Musik The Black Saint and the Sinner Lady (1963) von Charles Mingus zeigen, welche Ausdrucksstärke und Intensität Mariano auf dem Altsaxophon, seinem Hauptinstrument, entwickeln konnte.

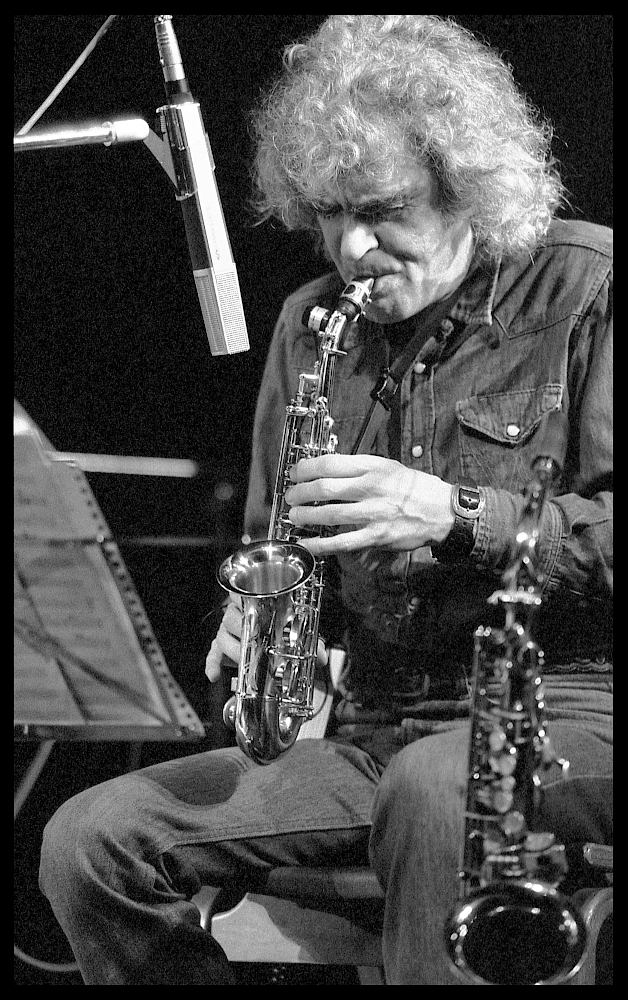
Charlie Mariano mit Pork Pie, Ende der 1970er Jahre im Opernhaus Wuppertal

1966 bis 1967 unterrichtete er im Auftrag der USIA Mitglieder des staatlichen Radio-Orchesters in Malaysia. 1967/68 hielt er sich in Japan auf. Seit 1971 arbeitete Mariano vornehmlich in Europa, wo er sich zunächst in den Niederlanden und Belgien niederließ. 1972 war er in Zürich an der Produktion des Theaterstücks Marat/Sade von Peter Weiss beteiligt. 1973 verbrachte er vier Monate in Südindien, um die dortige Musik und insbesondere das Blasinstrument Nagaswaram zu studieren. Daraus resultierten andauernde Kooperationen mit südindischen Musikern wie denen des Karnataka College of Percussion (mehrere Tourneen, zuletzt 2005). Dabei wandte er sich einerseits dem Rockjazz zu, in den er Elemente der südindischen Musik einfließen ließ (bei Embryo (ab 1972) und in Jasper van’t Hofs Pork Pie, ab Februar 1974). Andererseits betonte er – insbesondere in eigenen Gruppen, aber auch in der Gruppe von Eberhard Weber und im Zusammenspiel mit Zbigniew Seifert – das lyrische Spiel. Mit dem belgischen Gitarristen Philip Catherine und Jasper van’t Hof nahm er 1979 Sleep My Love auf. Mariano gehörte auch zu den Gründungsmitgliedern des United Jazz and Rock Ensemble, der „Band der Bandleader“. Neben vielen anderen Besetzungen, auch mit jüngeren Musikern, trat er häufig im Trio mit Ali Haurand und Daniel Humair auf. Seit seiner Zusammenarbeit für das Album Savannah Samurai (1998) mit dem Freiburger Jazzbassisten Dieter Ilg unterhielten Mariano und Ilg ein kammermusikalisches Jazz-Duo.
Nicht nur in der Pop-Musik hat er seine Spuren durch Mitwirkung auf zahlreichen Alben (zum Beispiel von Herbert Grönemeyer, Konstantin Wecker) hinterlassen, sondern auch im Kontext der sogenannten Weltmusik bei Rabih Abou-Khalil, mit Dino Saluzzi und den Dissidenten. Mariano hat insgesamt an mehr als 300 Schallplatten und CDs mitgewirkt.
Mit Toshiko Akiyoshi hat er die 1963 geborene Tochter Monday Michiru, eine Sängerin und Schauspielerin. Nachdem Mariano längere Zeit ein Nomadenleben zwischen den USA, Europa und Asien geführt hatte, lebte er seit 1986 in Köln mit seiner dritten Frau, der Malerin und Bühnenbildnerin Dorothee Zippel-Mariano. Im Juni 2009 starb Charlie Mariano an Krebs.

## Diskografische Hinweise(Auswahl)
| Aufnahmen unter eigenem Namen - Boston All Stars/New Sound from Boston (OJC, 1951/53) - Toshiko Mariano Quartett 1960 - A Jazz Portrait of Charlie Mariano (Fresh Sound Records, 1963) - Charlie Mariano: Folk Soul 1967 - Charlie Mariano: Helen 12 Trees (MPS, 1976) - Charlie Mariano & Karnataka College of Percussion: Jyothi (ECM, 1983) - Charlie Mariano Group: Plum Island (Mood, 1985) | - Charlie Mariano & Friends: Seventy (Intuition, 1993) - Savannah Samurai (Jazzline, 1998) - Bangalore (Intuition, 1998) - Tango from Charlie (Enja, 2000) - Deep in a Dream (Enja, 2002) - Charlie Mariano: When the Sun Comes Out 2005 - Charlie Mariano: Silver Blue 2006 |

Alben als Co-Leader
| - Sadao Watanabe & Charlie Mariano: Iberian Waltz (Denon, 1967) - Philip Catherine – Charlie Mariano – Jasper van’t Hof: Sleep My Love (CMP, 1979) - Shigihara – Mariano – Wells – Küttner: Tears of Sound 1984 - André Jaume & Charlie Mariano: Abbaye de l’epau 1990 - Charlie Mariano – Jasper van’t Hof: Innuendo (Lipstick, 1992) - Jasper van’t Hof, Charlie Mariano, Steve Swallow: Brutto Tempo 2001 - Charlie Mariano & Vitold Rek: Cathedral, Vol. 1, 2005 - Charlie Mariano & R. A. Ramamani: Om Keshav, 2005 | - Dieter Ilg & Charlie Mariano: Due 2005 - Mariano-Hübner-Beirach: Beauty, 2006 - Sadao Watanabe: Sadao & Charlie Again, 2006 - max.bab & Charlie Mariano, 2007 - Charlie Mariano & Mike Herting: The Music of Charlie Mariano, 2007 - Charlie Mariano & Quique Sinesi: Ecos Del Alma 2007 - Charlie Mariano, Johannes Schenk, Ramesh Shotham: The Tamarind Tree, 2007 - Julian F. Thayer, Charlie Mariano, Klaus Suonsaari: The Door Is Open, 2008 - Philip Catherine – Charlie Mariano – Jasper van’t Hof: The Great Concert (Enja Records, 2009) |

Alben als Sideman
| - Shelly Manne & His Men: Concerto for Clarinet & Combo (1957) - Charles Mingus: The Black Saint and the Sinner Lady (1963) - Embryo: We Keep On 1972 - Pork Pie: Transitory 1974 - Eberhard Weber: Colours (ECM, 1975) - Pork Pie: The Door Is Open 1975 - United Jazz + Rock Ensemble: Live im Schützenhaus (Mood, 1977) - The Rolf Kühn Orchestra: Symphonic Swampfire (MPS 1978, auf CD bei Blue Flame) - Herbert Grönemeyer: 4630 Bochum (1984) - Rabih Abou-Khalil: Blue Camel 1992 | - Christoph Stiefel Ancient Longings 1995 (Jazzline Records) - Johannes Schenk: as time goes B. A. C. H. Vol. 1, 2000 - Thorsten Klentze Quintet feat. Charlie Mariano: Präludium, 2003 - Theo Jörgensmann: Fellowship, 2005 - Susmita Ghosh & Gerald Dorsch: Indian Roots, 2005 - Sabine van Baaren: Whatever Comes, 2006 - Geoff Goodman’s Tabla & Strings: Song of Nature, 2008 - Alex Riel Quartet: Live at Stars, 2008 - Benjamin Koppel: Blues And Ballads, 2008 |

## Auszeichnungen
- WDR-Jazzpreis 2007, Ehrenpreis für sein Lebenswerk
- RUTH – Der deutsche Weltmusikpreis 2007
- ECHO Jazz 2010, Sonderpreis für seine außerordentlichen Leistungen im Jazz-Bereich

## Film
- Axel Engstfeld: Charlie Mariano – Last Visits (Deutschland 2014, 99 Minuten)